# Hans Svedenhielm
Hans Svedenhielm, född den 20 november 1669 i Enköping, död den 7 juni 1743 i Västerhaninge socken, var en svensk militär.
Hans Svedenhielm var son till rusthållaren Hans Svede och i sitt andra äktenskap måg till Alexander Hummerhielm. Han började sin bana som artillerist 1686 och befordrades 1687 till konstapel. Svedenhielm reste 1694 till Holland, varefter ban deltog i de följande årens fälttåg i Brabant och Frankrike samt hemkom 1697, då han befordrades till adjutant. Han var löjtnant, då han 1701 bevistade slaget vid Riga samt övergången av Dünaströmmen och slaget vid Klissow. För bevisad tapperhet, befordrades ban 1705 till ryttmästare vid adelsfanan, i vilken egenskap han deltog i slaget vid Fraustadt, varefter han 1707 upphöjdes i adligt stånd, då han skrev sig till Näringsberg. Svedenhielm deltog i de de följande årens fälttåg i Polen och Ukraina samt blev, efter slaget vid Poltava, tagen till fånga vid Dnjeprströmmen. Under fångenskapen vistades ban i Tobolsk. I anseende till den brist de svenska fångarna där hade på psalmböcker företog ban sig att pränta sådana på fint papper i duodesformat, varigenom han förtjänade något till sin bärgning. En dylik psalmbok, skriven i Tobolsk 1714, vilken ban förde med sig till hemlandet, skänktes sedan av hans son, översten Hans Leonard Svedenhielm, till Uppsala universitetsbibliotek, där den ännu förvaras som en märkvärdighet. När Svedenhielm 1722 återkom från fångenskapen, fick han överstelöjtnants karaktär, men med ryttmästares indelning. 